# Trochanteriidae
Trochanteriidae é uma familia de aranhas araneomorfas, parte da superfamília Gnaphosoidea.

## Descrição
A maior parte dos géneros desta família são endémicos da Austrália. A espécie Platyoides walteri foi introduzida na Austrália. Alguns género têm distribuição natural pela América do Sul, Ásia e África.

## Sistemática
A familia Trochanteriidae inclui 152 espécies descritas repartidas por 19 géneros:
- Boolathana Platnick, 2002 (Austrália)
- Desognaphosa Platnick, 2002 (Austrália)
- Doliomalus Simon, 1897 (Chile)
- Fissarena Henschel, Davies & Dickman, 1995 (Austrália)
- Hemicloeina Simon, 1893 (Austrália)
- Longrita Platnick, 2002 (Austrália)
- Morebilus Platnick, 2002 (Austrália)
- Olin Deeleman-Reinhold, 2001 (Sulawesi, Ilha Christmas)
- Plator Simon, 1880 (China, Índia, Coreia, Japão)
- Platorish Platnick, 2002 (Austrália)
- Platyoides O. P-Cambridge, 1890 (África, Madagáscar)
- Pyrnus Simon, 1880 (Austrália, Nova Caledónia)
- Rebilus Simon, 1880 (Austrália)
- Tinytrema Platnick, 2002 (Austrália)
- Trachycosmus Simon, 1893 (Austrália)
- Trachyspina Platnick, 2002 (Austrália)
- Trachytrema Simon, 1909 (Austrália)
- Trochanteria Karsch, 1878 (América do Sul)